# Versiones alternativas del Joker
El villano ficticio y enemigo de Batman, el Joker (llamado Guasón en Hispanoamérica) ha aparecido en una variedad de historias. La mayoría de las veces se presenta una continuidad a una historia original como es el caso de The Dark Knight Returns aunque hay algunas que son consideradas alternativas al universo original.

## En historietas

### Batman: Digital Justice
En la novela gráfica de 1990 Batman: Digital Justice creada por Pepe Moreno, una inteligencia artificial que se hace llamar el Virus Joker y se hace cargo de una futurista tecnología dependiente de Gotham City en el siglo 21 tardío y dice ser la reencarnación de su creador el original Joker. En esta versión, el nieto del comisario James Gordon - detiene el virus con ayuda de otro AI: la Batcomputer, según lo programado por la Wayne ya muerto Bruce.

### Universo de Dark Knight
En la novela gráfica The Dark Knight Returns se presenta al Joker en un futuro alternativo donde él entra en un estado catatónico cuando escucha del retiro de su antinémesis Batman, pero cuando oye de su regreso vuelve a entrar en razón y una vez más vuelve a torturar a los ciudadanos de Ciudad Gótica pero debido a que años atrás se le había considerado de alto riesgo era imposible que logrará escapar del Asilo Arkham así que le paga a un psiquiatra del lugar para convencer a la gente de que había sido curado, una vez afuera vuelve a su «antiguo trabajo» y tal como él esperaba el Caballero Oscuro llega a detenerlo, sin embargo lo que no esperaba es que le iba a romper el cuello dejándolo en el suelo moribundo, aunque el Hombre Murciélago es incapaz de asesinar a su antiguo enemigo y justamente cuando este último se retiraba del lugar el Joker truena por completo su cuello asesinándose a sí mismo.
En la continuación de esta antigua miniserie The Dark Knight Strikes Again el primer Robin Dick Grayson hereda la personalidad del Joker.

### Flashpoint
En Flashpoint, una línea temporal alternativa, los padres de Bruce Wayne no son asesinados en el atraco, sino que es el mismo Bruce quien muere. Martha Wayne, la madre de Bruce, se vuelve loca por el dolor de perder a su único hijo y acaba convirtiéndose en el Joker, mientras que Thomas, el padre, se convierte en una versión más dura y oscura de Batman.

### Joker
En esta novela gráfica se presenta una versión más grotesca y sádica del personaje, su apariencia es como la de The Dark Knight. Aquí es liberado del Asilo Arkham por un nuevo personaje llamado Jack Frost, su misión principal es gobernar el crimen en Gohtam City.

## Crossovers de DC/Marvel
- Hace equipo con Carnage para asesinar a Spider-Man y Batman respectivamente, su primer encuentro comienza cuando una psiquiatra toma al criminal de nombre desconocido (Joker) y a Cletus Kasidy como las personas más retorcidas del planeta y ambos son sometidos para una prueba de psicología. Kasidy aún tiene el simbiote pero tiene un chip que lo calma y evita que asesine, el problema surge cuando en la prueba logra romper su chip, el simbiote se da cuenta de lo que es capaz el Joker y le recomienda a su huespéd formar una alianza, y efectivamente lo hace. Carnage favorece por crueles asesinatos mientras el Payaso del crimen prefiere usar sus antiguos métodos. El Joker intenta asesinar a Carnage e implanta una bomba en el edificio en el que estaba, aunque Carnage se da cuenta y huye pero el simbiote conociendo la inteligencia del Joker divide un pequeño pedazo de simbiote y lo manda a un cadáver que había en el edificio. Batman es enviado a investigar la explosión y se topa con el cuerpo simbiótico que brinca hacía Batman, el simbiote intenta imitar lo teatral del Joker para asesinar a Batman, mientras él pelea contra el simbiote Spider-Man sigue el rastro del Joker. Cuando lo encuentra pelea con él y logra vencer.[3]
- En el primer crossover de Batman y Hulk, The Shapper contrata al Joker para robar una máquina de rayos gamma de Empresas Wayne, esta`podría curarlo de su enfermedad e inestabilidad sin embargo se topa con Hulk durante el encuentro y pocos momentos después Batman llega a la escena y logra derrotar de manera eficaz a la bestia.[4][5]